# Адамовка (колония)
Адамовка (Фрейенвальд, Фрайенвальд, укр. Адамівка, пол. Adamówka, нем. Freienwald) — упраздненная немецкая колония Фрайнвальдского сельского совета Красноармейского района Житомирской области.
Лютеранское поселение на арендованных землях. Размещалась на расстоянии 45 км северо-западнее г. Житомир. Лютеранские приходы — Житомир и Геймталь.

## Население
В 1906 году численность населения исчеслялась 218 жителями, домов — 27, в 1910 году — 185 жителей.
В 1923 году насчитывалось 17 дворов и 92 жителя, в 1924 году — 16 дворов и 93 жителя, с преимуществом населения немецкой национальности.

## История
В конце 19 века — немецкая колония в Пулинской волости Житомирского уезда Волынской губернии, в 6 верстах от Пулин и 34 верстах от Житомира.
В 1906 году — колония Пулинской волости (2-го стана) Житомирского уезда Волынской губернии. Расстояние до губернского и уездного центра, г. Житомир, составляло 40 верст, до волостной управы в местечке Пулины — 5 верст. Ближайшее почтовое отделение — ст. Рудня.
В 1923 году колония вошла в состав вновь созданного Адамовского сельского совета, который от 7 марта 1923 года включен в состав новообразованного Пулинского района Житомирского (впоследствии — Волынский) округа. Размещалась в 6 верстах от районного центра, мест. Пулины, и 1 версту от центра сельского совета, с. Адамовка. 27 октября 1926 года колония включена в состав вновь созданного Стрибежского (в последствии — Фрайнвальдский) сельского совета Пулинского (впоследствии — Красноармейский) района Волынской округи.
По состоянию на 1 октября 1941 года не состояла на учёте населенных пунктов.